# 伊東祐福
伊東 祐福（いとう すけよし）は、江戸時代中期の大名。日向国飫肥藩の第9代藩主。

## 略歴
元文5年（1740年）12月5日（または享保20年（1735年））、第8代藩主・伊東祐隆の長男として日向飫肥にて誕生。宝暦7年（1757年）、父の死去により家督を継いだ。明和8年（1771年）、仙洞御所の造営を担う。
天明元年（1781年）7月20日、42歳で死去。家督は長男・祐鐘が継いだ。

## 系譜
父母
- 伊東祐隆（父）
- 愛宕通晴の娘（母）

正室
- 貞 - 中川久貞の娘

子女
- 伊東祐鐘（長男）生母は貞（正室）
- 伊東祐甫（三男）